# Dawan Robinson
Dawan Isaiah Robinson (* 10. Februar 1982 in Philadelphia, Pennsylvania) ist ein US-amerikanischer Basketballspieler. Nach dem Studium in seinem Heimatland begann Robinson eine professionelle Karriere in Europa, wo er bis auf eine Saison in der NBA Development League in Frankreich, Polen, Italien und Israel spielte. Nachdem Robinson bereits in der Basketball-Bundesliga 2012/13 für die Fraport Skyliners Frankfurt gespielt hatte, gewann er bei seinem zweiten Engagement in Deutschland 2015 mit den Brose Baskets Bamberg die deutsche Meisterschaft.

## Karriere
Nach seiner Schulzeit an der Martin Luther King High School in seiner Geburtsstadt absolvierte Robinson ein Vorbereitungsjahr am Maine Central Institute in Pittsfield (Maine). Nach der „Preparation school“ begann er ein Studium an der University of Rhode Island, wo er ab 2001 für die Hochschulmannschaft Rams in der Atlantic 10 Conference (A-10) der NCAA spielte. Nachdem die Rams 1999 mit Lamar Odom eine Meisterschaft der A-10 gewonnen und letztmals eine Teilnahme an der landesweiten NCAA-Endrunde erreicht hatten, schafften die Rams mit Robinson zunächst keine weiteren besonderen Erfolge. 2003 und 2004 reichte es zur Teilnahme am National Invitation Tournament, in dem man jedoch nach einem Auftaktsieg jeweils im zweiten Spiel ausschied. In der folgenden, vermeintlich letzten Saison als „Senior“ konnte Robinson jedoch nur eine Spielminute absolvieren und saß die Saison schließlich verletzungsbedingt als „redshirted“ aus, so dass er in der Saison 2005/06 eine weitere Spielzeit für die Rams in der NCAA absolvieren konnte. Doch auch mit dieser Saison konnte er sich nicht für den Entry Draft der am höchsten dotierten Profiliga NBA empfehlen, obwohl er im Sommer 2006 die Saisonvorbereitung bei den Los Angeles Clippers absolvieren durfte.
Im Herbst 2006 unterschrieb Robinson schließlich einen Vertrag in Europa beim französischen Traditionsverein Cercle Saint-Pierre aus Limoges. Der mehrfache Meister und Europapokalsieger war nach seiner Wiedergründung 2004 erst wieder in die zweite Spielklasse LNB Pro B aufgestiegen und verpasste 2007 zunächst die Rückkehr in die höchste Spielklasse. In der Saison 2007/08 spielte Robinson in der Polska Liga Koszykówki für Altmeister Śląsk aus Breslau, der 2008 seinen dritten Platz aus der Vorsaison verteidigen konnte. Von 2008 bis 2010 spielte Robinson im italienischen Veroli für Prima Basket in der zweiten Spielklasse Legadue. Mit diesem Verein gewann er 2009 unter Trainer Andrea Trinchieri den Ligapokal der zweiten Spielklasse, verpasste aber in den Play-offs den Aufstieg in die höchste Spielklasse. In seiner zweiten Saison verließ er im Februar 2010 den Verein und wechselte zum Ligakonkurrenten Umana Venezia, wo er nach einer Verletzung jedoch ohne Einsatz blieb.
In der Saison 2010/11 blieb Robinson zunächst in seiner Heimat und spielte für die Erie BayHawks aus seinem heimatlichen Bundesstaat in der NBA Development League (D-League). In 18 Einsätzen verpasste Robinson jedoch erneut, sich für die NBA zu empfehlen, und so ging er bereits im Januar 2011 zurück in die zweite italienische Liga, wo er in Reggio nell’Emilia für Trenkwalder Reggiana spielte. Nach dem Klassenerhalt schaffte der Verein in der folgenden Saison 2011/12 den ersten Platz nach der Hauptrunde und den direkten Aufstieg in die höchste Spielklasse Serie A. In der Saison 2012/13 bekam Robinson erst im Dezember 2012 einen Vertrag beim deutschen Erstligisten Fraport Skyliners aus Frankfurt am Main. Nach 14 Saisonsiegen in 34 Spielen reichte es jedoch nur zum Klassenerhalt, trotzdem bekam der zwischenzeitlich verletzte Robinson für die folgende Saison einen weiteren Vertrag. Doch bereits vier Wochen nach Beginn der Basketball-Bundesliga 2013/14 wurde Robinsons Vertrag in Frankfurt nach einem Konflikt mit Trainer Gordon Herbert wieder aufgelöst. So ging Robinson nach Netanja zu Maccabi Barak in die israelische Ligat ha’Al, mit denen er auf dem neunten Platz den Einzug in die Play-offs um die Meisterschaft verpasste. Stattdessen musste der Verein nach finanziellen Problemen nach der Saison sogar den Rückzug in die zweithöchste Spielklasse antreten.
In der Saison 2014/15 schaffte Robinson nach der Verpflichtung von Openjobmetis aus Varese doch noch den Sprung in die höchste italienische Spielklasse Serie A, wo er unter anderem mit Christian Eyenga, der schon in Erie in der D-League sein Mannschaftskamerad gewesen war, und seinem vormaligen Frankfurter Teamkollegen Andy Rautins zusammenspielte. Im Januar 2015 trennte sich Robinson vom norditalienischen Traditionsverein und wurde von seinem ehemaligen Trainer Trinchieri als Ersatz für seinen Landsmann Josh Shipp zu den Brose Baskets nach Bamberg geholt. Unter Trinchieri konnte Robinson erneut einen Titel gewinnen. Nach der Finalniederlage im Beko BBL-Pokal 2015 gegen Gastgeber EWE Baskets Oldenburg konnten sich die Franken als Hauptrundenerster der Basketball-Bundesliga 2014/15 in den Play-offs die Meisterschaft in der Finalserie gegen Titelverteidiger FC Bayern München zurückholen.